# 페이들 줄러

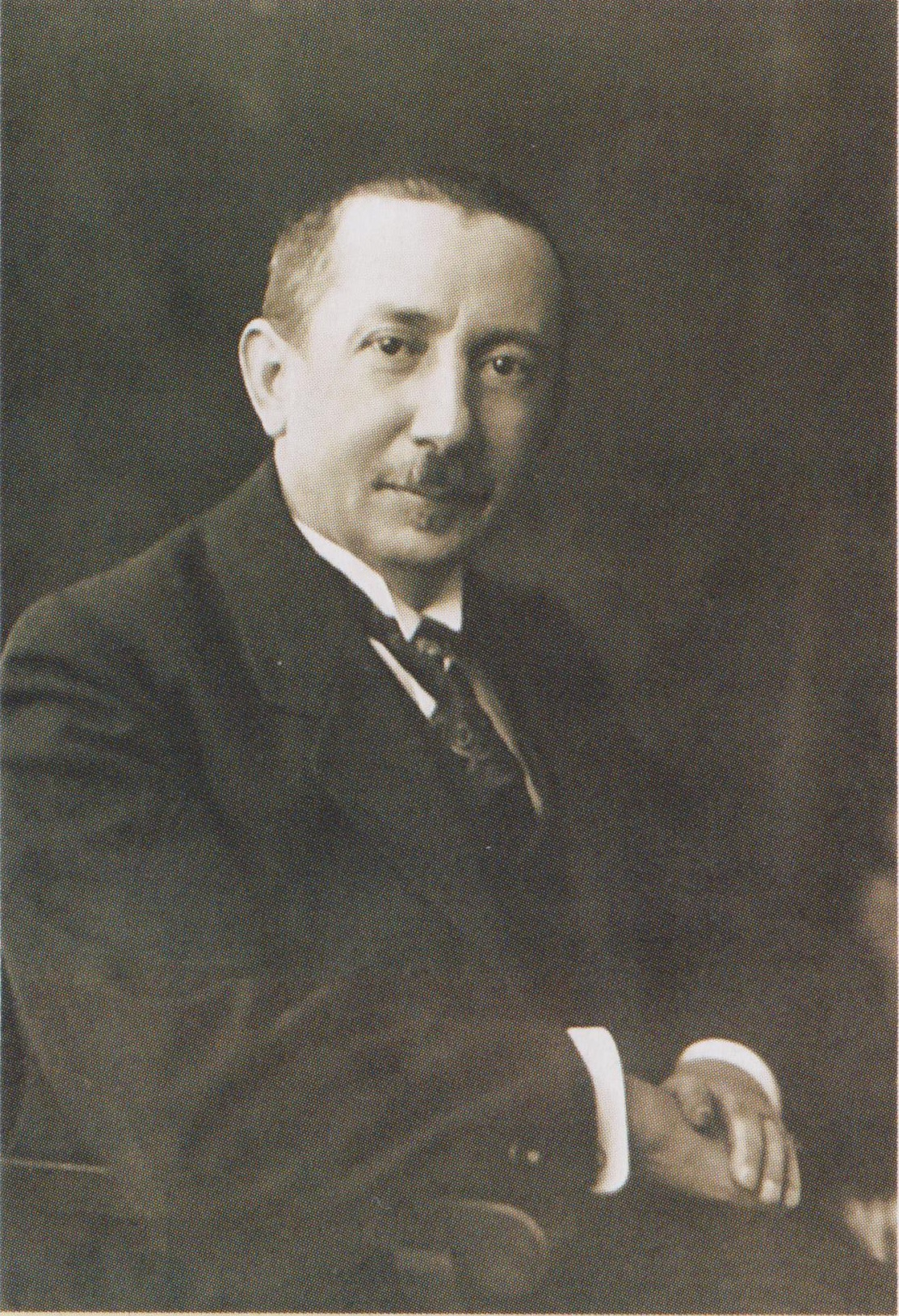
페이들 줄러

페이들 줄러(헝가리어: Peidl Gyula, 1873년 4월 4일 러버즈드 ~ 1943년 1월 22일 부다페스트)는 헝가리의 사회민주주의 정치인이다. 노동조합원 출신의 정치인이며 1919년 8월 1일부터 8월 6일까지 6일 동안 헝가리의 총리 겸 임시 국가 수반으로 재직했다. 헝가리의 역대 총리 중 최단기 집권자이기도 하다.